# Telcel
Telcel est l'opérateur de téléphonie mobile le plus important du Mexique. Contrôlée par América Móvil, cette société a été fondée en 1989 et est basée à Mexico. Le 31 décembre 2006, le réseau Telcel couvrait 63 % du territoire mexicain, dont toutes les villes les plus importantes, 90 % de la population mexicaine.